# Chan Sy
Chan Sy (Khmer ចាន់ ស៊ី; * 1932 in der Provinz Kampong Chhnang; † 26. Dezember 1984 in Moskau), khm. ចាន់ ស៊ី, auch Chan Si, war ein kambodschanischer Politiker. Er war von 1981 bis zu seinem Tod 1984 Premierminister der von Vietnam unterstützten Volksrepublik Kampuchea.

## Biographie
Chan Sy war chinesischer Abstammung. Er schloss sich in den 1950er Jahren den Khmer Viet Minh an. 1960 trat er der Revolutionären Partei der Khmer (KPRP) bei.
Nach der Genfer Konferenz 1954, die Prinz Norodom Sihanouks Regierung als einzige legitime Autorität im unabhängigen Kambodscha anerkannte, verließ er Kambodscha und begab sich nach Vietnam. 1970, nach dem Staatsstreich des proamerikanischen Generals Lon Nol gegen Sihanouk, soll er nach Kambodscha zurückgekehrt sein. Er stellte sich gegen den ultranationalistischen Pol Pot und wurde 1973 durch dessen Truppen inhaftiert. 1978 tauchte er mit Hilfe der von ihm mitgegründeten Nationalen Einheitsfront für die Rettung von Kampuchea, kurz Salvation Front, und der Vietnamesen wieder auf, die Anfang 1979 das Regime der Roten Khmer stürzten und die Volksrepublik Kampuchea gründeten. Er wurde Leiter der Politkommissare der Streitkräfte.
Nach einigen Monaten militärischer Ausbildung in der Sowjetunion wurde er 1980 erst stellvertretender und 1981 regulärer Verteidigungsminister sowie Vizepräsident des Ministerrates und Mitglied des Politbüros der KPRP. Am 5. Dezember wurde er schließlich als Nachfolger seines engen Freundes Pen Sovann, der inhaftiert und nach Vietnam verbracht worden war, erst geschäftsführender und am 9. Februar 1982 regulärer Premierminister.
Als überzeugter Anhänger der vietnamesischen Kampuchea-Politik hatte Chan Sy Bulgarien, die DDR und die Sowjetunion besucht. In der Nationalversammlung (Parlament) vertrat er seine Heimatprovinz.
Chan Sy starb mit 52 Jahren in einem Krankenhaus in Moskau, wo er im Dezember 1984 wegen einer Herzkrankheit behandelt wurde. Sein Tod wurde erst am 31. Dezember 1984 von der vietnamesischen Presseagentur gemeldet, obwohl er bereits am 26. Dezember 1984 gestorben sein soll. Die genauen Umstände seines Todes sind nicht geklärt.